# IAAF World Challenge 2010
Lo IAAF World Challenge 2010 è la prima edizione dello IAAF World Challenge, circuito di meeting internazionali di atletica leggera organizzati dalla IAAF e di secondo livello rispetto al circuito principale Diamond League, anch'esso istituito nel 2010.

## Meeting
| Meeting                                 | Città          | Nazione       | Data         |
| --------------------------------------- | -------------- | ------------- | ------------ |
| Melbourne Track Classic                 | Melbourne      | Australia     | 4 marzo      |
| Meeting Grand Prix IAAF de Dakar        | Dakar          | Senegal       | 24 aprile    |
| Osaka Grand Prix                        | Osaka          | Giappone      | 8 maggio     |
| Colorful Daegu Pre-Championships        | Taegu          | Corea del Sud | 19 maggio    |
| Grande Premio Brasil Caixa de Atletismo | Rio de Janeiro | Brasile       | 23 maggio    |
| Golden Spike Ostrava                    | Ostrava        | Rep. Ceca     | 27 maggio    |
| Fanny Blankers-Koen Games               | Hengelo        | Paesi Bassi   | 30 maggio    |
| Meeting International Mohammed VI       | Rabat          | Marocco       | 6 giugno     |
| Znamensky Memorial                      | Žukovskij      | Russia        | 26 giugno    |
| Meeting de Atletismo Madrid             | Madrid         | Spagna        | 2 luglio     |
| Athens Grand Prix Tsiklitiria           | Atene          | Grecia        | 12 luglio    |
| ISTAF                                   | Berlino        | Germania      | 22 agosto    |
| Meeting Internazionale Città di Rieti   | Rieti          | Italia        | 29 agosto    |
| Zagreb Meeting                          | Zagabria       | Croazia       | 1º settembre |